# Általános Művelődési Központ Általános Magyar–Angol Két Tanítási Nyelvű Iskolája és Szakmai Szolgáltatója
Az Általános Művelődési Központ Általános Magyar–Angol Két Tanítási Nyelvű Iskolája és Szakmai Szolgáltatója egy általános iskola Felsőzsolcán, a Szent István u. 2. szám alatt. Az alsó tagozatosok a régi Szent István Általános Iskola épületében, a Szent István u. 2. szám alatt, míg a felső tagozatosok a régi Kazinczy Ferenc Általános Iskola épületében, a Sport u. 2. szám alatt tanulnak.

## Története

### Szent István Általános Iskola
- A Szent István Általános Iskola jogutódja a régi 1. sz. Általános Iskolának, amely 190 éves múltra tekint vissza, Felsőzsolca községének legrégebbi oktatási intézményeként. Az első, római katolikus egyház kezelésében lévő iskolát 1805-ben báró Fischer István egri érsek alapította. Ugyanebben az évben a görögkatolikus egyház is létesített egy két tanteremből álló elemi iskolát. Mindkét iskola a legszükségesebb berendezési tárgyakkal volt ellátva, mely a háború folyamán megrongálódott az épülettel együtt. Így a háború után nyolc-osztályos általános iskolának a község kastélya adott otthont.
- 1946-1947-es tanévből „községi jellegűvé” tették az egyházi iskolák felső tagozatát.
- 1956-ig 16 tanulócsoporttal, két műszakban, nyolc tanteremben, három helyen folyt az oktatás.
- 1962-ben a Bárczay-kastély mellett új napközi otthon és politechnikai műhely épült.
- 1965-ben négy tanteremmel bővült az épületsor. A görög iskolába már csak az alsó tagozat járt.
- 1982 szeptemberében új épületben indult meg a tanév, ahol tizenkét új tanterem, egy fizika-kémia előadóterem, technikai műhely várta a gyerekeket. A Sajó-parton 200 m²-es tornaterem, sportudvar segítette a nevelés-oktatást.
- 1989-ben államalapító királyunk, Szent István nevét vette fel az iskola.
- 2007-ig önálló iskolaként működött, míg az év augusztusában összevonták a Kazinczy Ferenc Általános Iskolával. Új neve: Általános Művelődési Központ Általános Magyar–Angol Két Tanítási Nyelvű Iskolája és Szakmai Szolgáltatója.

Jelmondata: „Légy jó és tégy jót!”

## Tudnivalók
- Az iskolának van zeneiskolája is, melynek neve: Általános Művelődési Központ Alapfokú Művészeti Iskolája. Jelenleg 150 diák tanul a művészeti iskolában.
- Minden év áprilisában esedékes a beiratkozás az általános iskolába. Ezért minden évben, még a beiratkozás előtt, nyílt napokat tartanak az 1. osztályosok az óvodások részére.
- Minden év februárjában tartják meg az Idegen Nyelvi Délutánt.